# Antiutopija
Antiutopija, distopija ali negativna utopija (grško starogrško δυσ: dys - zlo + starogrško τόπος: topos - mesto) je zvrst fikcije, naslednica utopije, ki prinese grozo za usodo človeštva, pri tem pa ne nudi nobenega upanja.

## Splošne lastnosti
Antiutopija ni vezana samo na literarno kvaliteto in žanrsko pripadnost, ampak tudi na širše sociološko, zgodovinsko in duhovno dojemanje, v katerem je nastajala. Razmerje med poudarjeno fikcijo in pravo resničnostjo je v antiutopiji lahko izraženo na dvoumen način: kot metafikcijska igra jezika, ki vpleta bralca v svet, ki se ne bo mogel nikoli uresničiti, ker kaže padec v nič, na drugi strani pa kot svarilo pred prihodnostjo. Slednja trditev se je zelo uveljavila, a ne drži vedno. Antiutopija opisuje družbo v imaginarnem kraju, katere glavna lastnost je povezanost totalitarne politične oblasti s škodljivim tehnološkim razvojem, s katerim bo oblast razvila vse načine represije, ki bodo posameznika spremenili do te mere, da bo le orodje v rokah oblasti. Distopično mnenje izvira predvsem iz avtorjevih izkušenj, ki si jih je pridobil skozi življenje v resničnih, obstoječih  totalitarnih družbenih sistemih, kot so komunizem, fašizem, nacizem. Vsi omenjeni so s svojimi idejami o skupnosti zagrešili marsikateri moralno-etični zločin. Antiutopije so zasnovane na bliskovitem tehnološkem napredku, ki pa predstavlja predvsem negativne posledice in postopno uničenje posameznika.

## Klasična antiutopija
Roman Mi Jevgenija Zamjatina je George Woodcock proglasil za prvi pomemben antiutopični roman. Sledita mu Huxleyjev Krasni novi svet in Orwellov 1984. Pri definiranju antiutopije se literarna zgodovina in teorija največkrat zatečeta k tem trem klasikom, ki so postavili pravila, kakšen naj bo antiutopični roman. Antiutopija je nov tip literarne utopije, ki se oblikuje v drugi polovici 19. stoletja. Podoba prihodnosti se parodira, najpogosteje pa so opisane negativne posledice tehničnega in znanstvenega napredka, mehanizacije dela in način življenja. Kraj dogajanja je postavljen večinoma v tehnično razvito mesto. Čas dogajanja je postavljen v prihodnost, kritika pa se nanaša predvsem na družbo ali posameznika. Svet je prikazan kot svet totalne oblasti nekaj ljudi ali celo enega človeka (Veliki brat pri Orwellu, Svetovni nadzornik pri Huxleyju, Zamjatinov Dobrotnik). Ljudje so v antiutopičnih romanih načrtno zatirani ali ujeti v mreže hedonističnih užitkov, država nadzoruje vsa dejanja posameznikov, tiste, ki ne upoštevajo pravil, pa kaznuje. Kaznovanje je namenjeno ohranjanju stabilnosti družbe. Glavna ideja teh klasičnih antiutopij je škodljivost totalitarizma, katerega namen je spremeniti ljudi v stroje. Odnosi med moškim in žensko so razosebljeni, saj v vseh treh klasičnih antiutopijah država nadzira ljubezenske odnose.

## Slovenske utopije in antiutopije
- Andrej Volkar, Dijak v luni, 1871
- Josip Stritar, Deveta dežela, 1878
- Anton Mahnič, Indija Komandija, 1884
- Janez Trdina, Razodetje, 1888
- Ivan Tavčar, 4000, 1891
- Janez Mencinger, Abadon, 1893
- Simon Šubic, Pogubni malik sveta, 1893
- Josip Jaklič, Pantheon, 1893
- Radivoj Rehar, Oceanopolis, Mariborski večernik Jutra 1933
- Pavel Brežnik, Temna zvezda, 1933
- Vladimir Levstik, Dejanje, 1934
- P. Ripson, Marsove skrivnosti
- Radivoj Rehar, Maščevanje profesorja Kabaja, Mariborski večernik Jutra 1935/36
- Radivoj Rehar, Ramas in Jora: Roman zadnjih ljudi na Zemlji, Mariborski večernik Jutra 1939
- Vid Pečjak, Adam in Eva na planetu starcev, 1972
- Miha Remec, Iksion ali beg iz prikazovalnice, 1981
- Berta Bojetu, Filio ni doma, 1990, Ptičja hiša, 1994
- Marjetka Jeršek, Smaragdno mesto, 1991
- Miha Mazzini, Satanova krona, 1993
- Tone Perčič, Harmagedon, 1997
- Andrej Blatnik, Spremeni me, 2008
- Vesna Lemaić, Odlagališče, 2010
- Iztok Osojnik, Svinje letijo v nebo, 2012
- Simona Klemenčič, Hiša brez ogledal, 2022